# مجید توکلی
مجید توکّلی (زادهٔ ۱ اردیبهشت ۱۳۶۵) پژوهشگر و فعال سیاسی، عضو سابق انجمن اسلامی دانشگاه امیرکبیر و زندانی سیاسی سابق اهل ایران است. وی از ابتدای ورود به دانشگاه در ۱۳۸۶ تا جریان خیزش ۱۴۰۱ ایران بارها دستگیر و زندانی شد. در یک فقره او از سال ۱۳۸۸ بدون مرخصی در زندان رجایی شهر کرج تا مهر ۱۳۹۲ زندانی بود. وی به دلیل بازداشت‌های متعدد و ماه‌های طولانی و بازداشت به «شرف جنبش دانشجویی» معروف شد.

## زندگی
مجید توکلی در سال ۱۳۶۵ در شیراز متولد شد، او سال ۱۳۸۳ در رشته مهندسی موتور کشتی دانشگاه صنعتی امیرکبیر پذیرفته شد. او عضو سابق انجمن اسلامی دانشگاه امیرکبیر بود.
رسانه‌ها از تبعید مجید توکلی در سال ۱۳۸۸ برای ادامه تحصیل به بندرعباس سخن گفتند، اما او مانند سایر دانشجویان کارشناسی دانشکدهٔ مهندسی دریا برای گذراندن بخشی از دروس خود در دو ترم انتهایی تحصیلش به واحد بندرعباس دانشگاه صنعتی امیرکبیر رفت.

### بازداشت در سال ۱۳۸۶
نخستین بازداشت مجید توکلی روز ۱۹ اردیبهشت ۱۳۸۶ پس از احضار به دادگاه انقلاب در پی اعتراض به سخنرانی محمود احمدی‌نژاد و انتشار نشریات دانشجویی با کاریکاتور علی خامنه‌ای در دانشگاه پلی تکنیک صورت گرفت. او در ۲۳ تیر ۱۳۸۶ حداقل ۲۱ روز در اعتراض به شکنجه، گرفتن اعترافات دروغ و تحت فشار و عدم توجه به حقوق شهروندیش دست به اعتصاب غذا کرد.

#### دادگاه و محکومیت
او توسط شعبه ۶ دادگاه انقلاب به اتهام «توهین به مقدسات» به ۳ سال حبس محکوم و در آذر ۱۳۸۶ از کلیهٔ اتهامات وارده تبرئه شده و در فروردین ۱۳۸۷ به ۳۰ ماه حبس تعزیری محکوم گردید. سرانجام دادگاه تجدید نظر او را به تحمل ۲ سال و شش ماه حبس محکوم کرد.
مجید توکلی با سپری کردن پانزده ماه در زندان، سرانجام در تاریخ ۲۳ مرداد ۱۳۸۷ به‌طور مشروط آزاد شد.

### بازداشت در سال ۱۳۸۷
مجید توکلی پس از شرکت در مراسم سالگرد درگذشت مهدی بازرگان در مقابل حسینیه ارشاد دستگیر شد. تاریخ بازداشت او را ۱۷ بهمن ۱۳۸۷ و با حکم سعید مرتضوی دانستند. وی پس از گذراندن ۱۱۵ روز در انفرادی با قرار وثیقه آزاد شد.

### بازداشت در سال ۱۳۸۸
توکلی به منظور سخنرانی در ۱۶ آذر ۱۳۸۸ به تهران دعوت و در تجمع دانشجویی روز ۱۶ آذر دانشگاه امیرکبیر که در ادامه تظاهرات‌های جنبش سبز در ایران برگزار شده بود، همراه عده‌ای از دانشجویان شرکت کرد. این دانشجو عکسش در بسیاری از تجمعات دانشجویی در دانشگاه به عنوان نماد «مقاومت جنبش دانشجویی» در میان تجمع کنندگان توزیع می‌شد. وی هنگامی که به همراه برخی دیگر از دانشجویان قصد خروج از در حافظ دانشگاه را داشت توسط نیروهای امنیتی بازداشت و به شدت مورد ضرب و شتم قرار گرفت.

#### دادگاه و محکومیت
مجید توکلی در ۳۰ دی ۱۳۸۸ از سوی شعبه ۱۵ دادگاه انقلاب اسلامی به جرم اجتماع و تبانی علیه نظام، تبلیغ علیه نظام، توهین به رهبری و توهین به ریاست جمهوری به هشت سال و شش ماه حبس تعزیری، ۵ سال محرومیت از فعالیت سیاسی و ۵ سال ممنوعیت از خروج از کشور محکوم شد. این حکم در دادگاه تجدیدنظر به پنج سال کاهش یافت، اما به دلیل انتشار نامه از داخل زندان شش ماه به دوره حبس او افزوده شد.

#### اعتراض به انفرادی و اعتصاب غذا
در ۵ بهمن ۱۳۸۸ توکلی هنگامی که در سلول انفرادی نگهداری می‌شده، در اعتراض به رأی صادرشده در دادگاه اولیه، دفاعیه‌ای خطاب به قاضی دادگاه می‌نویسد و توضیحاتی دربارهٔ اتهام‌های وارد شده به خودش ارائه می‌کند. او خواستار لغو حبس در سلول انفرادی و پایان‌دادن به فشارها و دیدار با وکلایش بوده و به محرومیت خویش از داشتن وکیل اشاره کرده است. توکلی از خرداد ۱۳۸۹ در اعتراض به وضعیتش در زندان، دست به اعتصاب غذا می‌زند. مجید توکلی زندانی سیاسی محبوس در اندرزگاه هفت زندان اوین که چندی پیش به دلیل اعتراض به معاون دادستانی به سلول انفرادی منتقل و در آنجا دست به اعتصاب غذای خشک زد؛ در اثر مقاومت خود و حمایت‌های صورت گرفته زودتر از موعد مقرر توسط مسئولان زندان به بند عمومی منتقل شد. در این اعتصاب ۶ خرداد ۱۳۸۹ اخباری دربارهٔ خون‌ریزی معده و وخامت حال توکلی در زندان منتشر شد. همچنین در این روز نامه‌ای از طرف او انتشار یافت. مادر مجید توکلی نیز در اعتراض به وضعیت مجید در زندان، اعتصاب غذا کرد اما با درخواست دوستان فرزندش، به اعتصاب غذای خود پایان داد. ۸ خرداد ۱۳۸۹ مجید توکلی از زندان اوین با خانواده‌اش تماس گرفت و از انتقال خود به بند عمومی و شکستن اعتصاب غذای خود خبر داد.

#### مرخصی و آزادی
مجید توکلی که از سال ۱۳۸۸ بدون مرخصی در زندان رجایی شهر کرج به سر برده بود، در ۲۹ مهر ۱۳۹۲ با وثیقه ۶۰۰ میلیون تومانی، به مرخصی آمد. او بعداً یک مرتبه دیگر، سه هفته قبل از آزادی‌اش به مرخصی دومش آمد. توکلی اردیبهشت ۱۳۹۴ با پایان دوره محکومیتش پنج ساله‌اش از زندان رجایی‌شهر کرج آزاد شد.

### بازداشت در سال ۱۴۰۱
در جریان اعتراضات سراسری ۱۴۰۱ پس از مرگ مهسا امینی، توکلی در تاریخ ۱ مهر ۱۴۰۱ در خانه خود بازداشت شد. حکم بازداشت او را دادستانی کل کشور صادر کرده بود. بازداشت او به اتهام اجتماع و تبانی علیه امنیت کشور بود. اتهامی که به عقیده خود او صرفاً به‌خاطر نوشته‌ها و مطالب چندسال اخیرش بوده است.
در روز چهارشنبه، ۱۳ مهر، همسر مجید توکلی از ابتلای او به کرونا در زندان خبر داد. مجید توکلی در روز ۲۸ آذر، پس از ۸۸ روز بازداشت، با سپردن قرار وثیقه آزاد شد.

#### دادگاه و محکومیت
طبق حکم شعبه ۲۸ دادگاه انقلاب، توکلی به اتهام «اجتماع و تبانی علیه امنیت کشور»، به پنج سال و به اتهام «فعالیت تبلیغی علیه نظام» به یک سال حبس محکوم شد. علاوه‌براین محکومیت تکمیلی ۲ سال ممنوعیت فعالیت در فضای مجازی، ۲ سال ممنوعیت اقامت در تهران و ۲ سال ممنوعیت خروج از کشور برای او در نظر گرفته شد. بر اساس قوانین جمهوری اسلامی، از مجموع این حکم، ۵ سال حبس آن قابل اجرا بود. حکم او پس از آخرین جلسه دادگاهش در ۲۴ تیر ۱۴۰۲ صادر شد. بعد از ان این حکم در شعبه ۳۶ دادگاه تجدید نظر استان تهران، تأیید شد. بعداً این حکم توسط دیوان عالی کشور نقض شد ولی شعبه ۵۴ دادگاه انقلاب تهران این حکم را مجدد تأیید کرد. این حکم باید از مهرماه ۱۴۰۲ اجرا می‌شد اما به خاطر وضعیت زندگی شخصی او، با تعویق دو هفته‌ای اجرا شد.

## واکنش‌ها به بازداشت

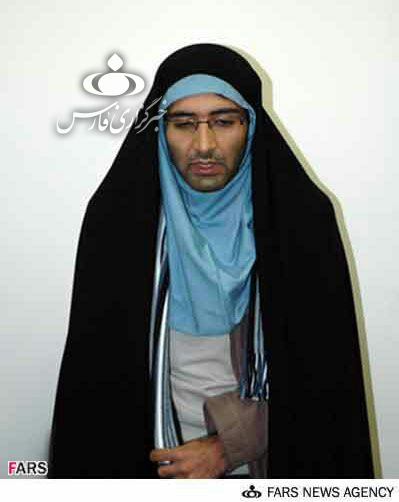

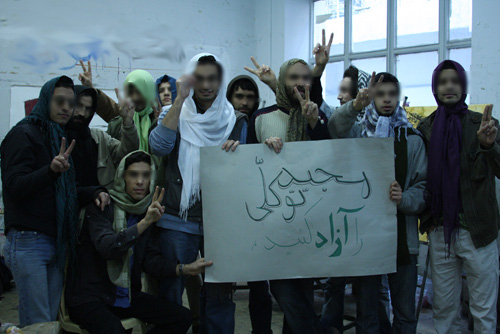
نمونه‌ای از تصاویر کمپین

### کمپین من مجید هستم
یک روز پس از دستگیری وی خبرگزاری فارس با انتشار عکسی از مجید توکلی با چادر و مقنعه پرداخت و مدعی شد که او با لباس مبدل قصد فرار داشته است. عده‌ای از فعالان سیاسی با اشاره به نحوه ساخت این عکس و همچنین عکس جعلی بنی‌صدر آن را اقدامی مضحک از سوی این خبرگزاری برای تحقیر توکلی دانستند. روزنامه آفتاب یزد هم این عکس را جعلی دانسته و پیرامون چنین اقداماتی به قوه قضائیه هشدار داده است. در همین ارتباط صدها نفر از مردان اقدام به پوشیدن چادر یا روسری و انتشار عکس خود در فضای مجازی کردند. اقدام دستگاه‌های امنیتی و تبلیغاتی جمهوری اسلامی علیه مجید توکلی و همچنین واکنش این گروه از مردان و ایجاد کمپین مردان با حجاب، بازتاب‌های متعدد در رسانه‌های بین‌المللی نیز داشت.

### نظر محمد جواد ظریف دربارهٔ او
دیوید کیز مدعی است که ظریف در پاسخ به سؤال وی مبنی بر اینکه «مجید توکلی، یکی از برجسته‌ترین فعالان دانشجویی ایران که هم‌اکنون در زندان نگهداری می‌شود، چه زمانی آزاد خواهد شد؟» تصریح کرده است «نام نسرین ستوده را از طریق رسانه‌ها شنیده‌ام اما مجید توکلی را اصلاً نمی‌شناسم.» چندی بعد محمد جواد ظریف در پاسخ به یکی از کامنتهای فیس‌بوک خود مبنی بر «مجید توکلی رو شناختی دکتر یا نه هنوز؟» چنین پاسخ می‌دهد که «سلام دوست عزیز. به سبک خودتان: شما نویسنده اسرائیلی که این ادعا را مطرح کرده شناختید یا نه هنوز؟»
دیوید کیز در مصاحبه با کامبیز حسینی در پاسخ به سؤالی که «آیا شما اسرائیلی هستید؟» گفت: «من شهروند اسرائیل هستم و در آمریکا به دنیا آمده‌ام که به نظرم جالب است، سؤال من از وزیر امور خارجه، آقای ظریف، این است: آیا این مسئله که شهروند آمریکا هستم و در لس‌آنجلس که شهری است که به مهاجرین بسیاری از ایران که از دیکتاتوری و تئوکراسی فرار کرده‌اند، پناه داده است، به دنیا آمده‌ام باعث می‌شود که سؤالم نادرست و نامناسب محسوب شود؟»

### نظرات دیگران
- در جریان بازداشت دانشجویان در سال ۱۳۸۷، کمیته حقوق بشر انجمن اسلامی دانشگاه امیرکبیر پیرامون شکنجه دانشجویان طی بیانیه‌ای اعلام کرد: «تجربه بازداشت دانشجویان دانشگاه پلی تکنیک در ادوار متعدد نشان داده است که در این دوران تمامی دانشجویان برای مدت طولانی در سلول انفرادی به‌سر می‌برند. آن‌ها در تمامی ساعات شبانه روز تحت بازجویی‌های مداوم و حتی برای بیش از ۱۰ ساعت و تحت شدیدترین و غیرانسانی‌ترین شکنجه‌های روحی و جسمی و شدیدترین توهین‌ها از سوی بازجویان قرار می‌گیرند. میزان این شکنجه‌ها و ضرب و شتم‌های فیزیکی گاه به حدی است که دانشجویان در طول بازجوئی از حال رفته و بیهوش می‌شوند.»[۵۰]
- شیرین عبادی در نامه‌ای به گزارش‌گر ویژه شکنجه سازمان ملل متحد، دربارهٔ وضعیت وخیم توکلی در زندان، هشدار داد.[۵۱]
- خانواده مجید توکلی در نامه‌ای به دبیرکل سازمان ملل خواهان رسیدگی سریع و اعزام بازرسان برای بررسی وضعیت بازداشت او شدند.[۵۲]

## جایزه‌ها
- جایزه حقوق بشری هومو هومینی سال ۲۰۰۹ به همراه جنبش دانشجویی ایران و عبدالله مؤمنی[۵۳][۵۴]
- جایزه صلح دانشجویی در بهمن ۱۳۹۱ به مجید توکلی به پاس تلاش‌هایش در راه ارتقای صلح، دموکراسی و آزادی اهدا شد. یک روز پیش از اهدای این جایزه، اسم مجید توکلی بر سنگفرش یکی از خیابان‌های تروندهایم نروژ ثبت شد. هر دو سال نام یک دانشجو که برای آزادی و دموکراسی هزینه داده، بر این خیابان ثبت می‌شود.[۵۵][۷]

## حضور در جلسه شورای شهر
بعد از آزادی مجید توکلی در سال ۱۳۹۴، خبری از او نبود تا آنکه در سال ۱۳۹۷، عکس از او منتشر شد که وی را در یک جلسه شورای شهر تهران نشان می‌داد. گفته می‌شد که این جلسه برای بررسی راهکارهای آلودگی هوا شکل گرفته بود. حضور او مورد توجه رسانه‌های طرفدار جمهوری اسلامی بود و از قوه قضائیه تقاضا شد تا حضور عوامل شرکت داشته در «فتنه ۸۸» در شورای شهر مورد بررسی قرار بگیرد.